# Karya Tunas Jaya
Karya Tunas Jaya is een bestuurslaag in het regentschap Indragiri Hilir van de provincie Riau, Indonesië. Karya Tunas Jaya telt 2890 inwoners (volkstelling 2010).